# Robiert Tibiłow
Robiert Pawłowicz Tibiłow (ros. Роберт Павлович Тибилов, ur. 12 grudnia 1961, zm. 15 kwietnia 2020) – radziecki zapaśnik walczący w stylu wolnym. Zajął czwarte miejsce na mistrzostwach świata w 1985. Złoty medalista mistrzostw Europy w 1985. Pierwszy w Pucharze Świata w 1983 i 1985. Wygrał MŚ młodzieży w 1983 i Europy w 1982. Mistrz ZSRR w 1985; trzeci w 1986 roku.